# Pablo Enrique Baños Yerga
Pablo Enrique Baños Yerga (Jerez de la Frontera, 4 de diciembre de 1982) es un deportista español que compite en piragüismo en la modalidad de aguas tranquilas. Ganó dos medallas en el Campeonato Europeo de Piragüismo, plata en 2004 y bronce en 2006.
Participó en los Juegos Olímpicos de Atenas 2004, donde fue eliminado en las semifinales de la prueba de K2 1000 m.

## Palmarés internacional
| Campeonato Europeo | Campeonato Europeo       | Campeonato Europeo | Campeonato Europeo |
| Año                | Lugar                    | Medalla            | Competición        |
| ------------------ | ------------------------ | ------------------ | ------------------ |
| 2004               | Poznań (Polonia)         | Medalla de plata   | K2 1000 m          |
| 2006               | Račice (República Checa) | Medalla de bronce  | K2 1000 m          |